# Naturnationalpark Almindingen
Naturnationalpark Almindingen er en naturnationalpark der omfatter cirka 1.150 hektar midt på Bornholm, der primært udgøres af nåle- og løvskov, og er en del af det store
skovkompleks Almindingen på 6-7.000 ha. Ekkodalens karakteristiske sprækkedalsformation ligger i parken der også rummer både løv- og nåleskov samt lysåbne
naturtyper med myr (sjapvandet tørveholdig mose), moser,
sumpe, kær samt våde og tørre enge og overdrev. Området omlægges til urørt skov og helårsgræsning. Parken er etableret i henhold til Lov 1177 af 8. juni 2021 (Adgang til etablering af naturnationalparker og obligatorisk digital kommunikation m.v.)

## Nationalpark
IUCN (International Union for the Conservation of Nature) har tildelt Naturnationalpark Almindingen den internationale nationalparkbetegnelse: forvaltningskategori II Nationalpark, 

## Hegn
Der opsættes et 16,5 km langt robust hegn om hele parken med en højde på ca. 2,35 m, af samme type som det hegn, der i dag afgrænser Bisonskoven, der er et 200 hektar stort område af statsskoven, hvor Naturstyrelsen i 2012 udsatte syv europæiske bisoner, en flok der siden er vokset, og vil blive supleret med individer fra andre bestande.

## Friluftsliv
Der afsættes fem millioner kroner til friluftslivet og nye friluftsfaciliteter i den nye naturnationalpark. Der etableres bl.a. tre korte, en mellemlang og en lang, markerede vandreruter i området, og der vil blive muligheder for at overnatte i shelters i området.